# الدنيا المصورة
الدنيا المصورة هي مجلّة مصوَّرة نُشرت بين عامي 1929 و1932 في العاصمة المصريّة القاهرة. كانت تُصدر من قِبل دار نشر معروفة هي دار الهلال التي كان مسؤولةً أيضا عن نشر عدد من المجلات الشهريّة وغير الشهريّة على غرار مجلَّة المصور. تتكون المجلة من سبعة مجلدات بمجموع 228 إصدارًا كانت تصدرُ أسبوعيًا.
لم تركز سمة المجلة على الأحداث المصرية والدولية فحسب، بل ركزت أيضًا على الرسوم التوضيحية التي تهمُّ الشأن الثقافي. أدى عدد كبير من الرسوم الكاريكاتورية والصور الفوتوغرافية والرسوم التوضيحية عالية الجودة إلى زيادة أعداد القراء بشكل كبير، حتى بين الأميين. في سياق هذه المرحلة الجديدة من المشهد الإعلامي المصري، استحوذت الدنيا المصوَّرة على مواضيع جديدة، مثل الموضة والرياضة والثقافة والسياحة، وقدمت منصة تجارية رائعة للمنتجات الشعبية في ذلك الوقت.